# Fantasia on a Theme by Thomas Tallis

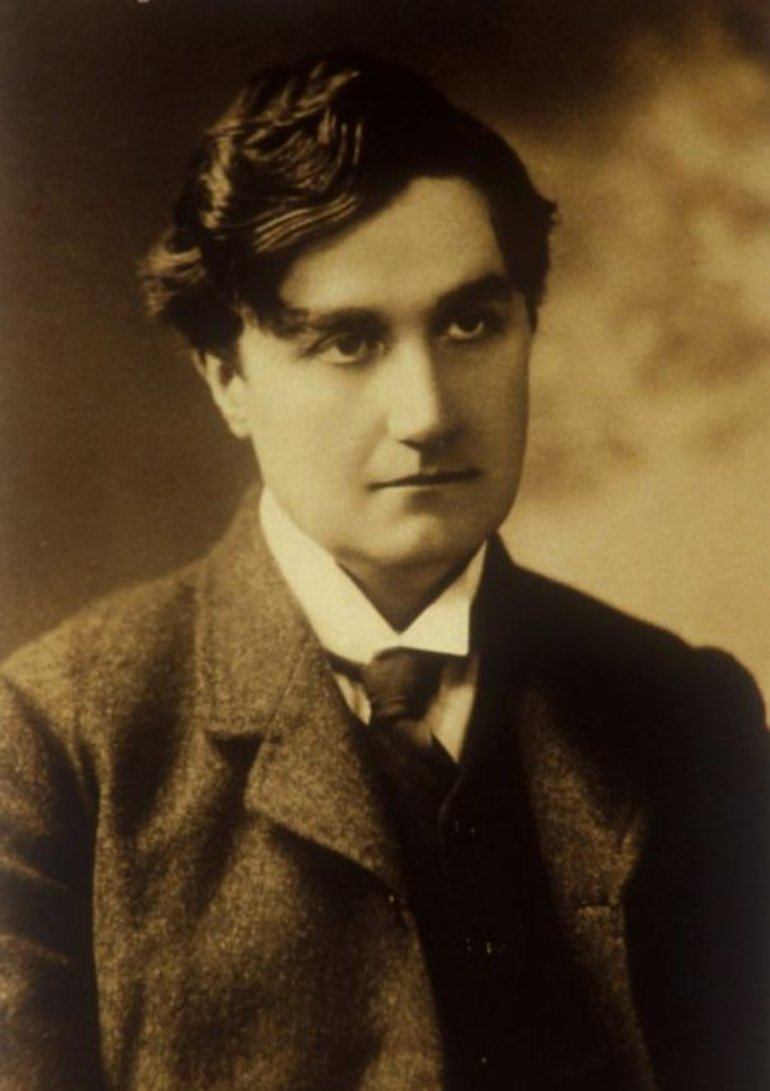
Ralph Vaughan Williams (um 1900)

Fantasia on a Theme by Thomas Tallis für doppeltes Streichorchester ist ein einsätziges Werk des britischen Komponisten Ralph Vaughan Williams. Es wurde 1910 komponiert und am 6. September des Jahres in der Gloucester Cathedral beim Three Choirs Festival vom London Symphony Orchestra unter der Leitung des Komponisten uraufgeführt. Die Aufführung des Werkes dauert etwa eine Viertelstunde.

## Hintergrund
1906 erschien das wegweisende Gesangbuch The English Hymnal, für das Vaughan Williams gut zwei Jahre lang geistliches Liedmaterial zum Gottesdienstgebrauch gesammelt und ausgewählt hatte. Laut eigener Aussage empfand er diese – hinsichtlich seiner eigenen Kompositionen nicht besonders produktive – Zeit als sehr lehrreich für seine musikalische Weiterentwicklung. Besonders bedeutsam war für ihn dabei ein Hymnus von Thomas Tallis (ca. 1505–1585): Die auch als Third Mode Melody bezeichnete Melodie (nach dem dritten, dem phrygischen Modus) wurde im Laufe der Musikgeschichte zu verschiedenen Texten gesungen, im English Hymnal steht sie unter der Nummer 92 mit dem Text When, rising from the bed of death von Joseph Addison. Tallis‘ Hymnus entstand ursprünglich als dritter von neun Psalmen (Why fumeth in fight), die er für den Psalter von Erzbischof Matthew Parker aus dem Jahr 1567 komponierte.
Im Januar 1908 reiste Vaughan Williams nach Paris, um bei Maurice Ravel Orchestrierung zu studieren. Es war eine inspirierende Erfahrung: Als er nach Hause zurückkehrte, begann für ihn eine seiner fruchtbarsten Kompositionsperioden. Er komponierte das Werk 1910; später überarbeitete er die Partitur zweimal, 1913 und 1919. Vaughan Williams ließ sich oft von der englischen Renaissancemusik inspirieren: Sein Biograf Michael Kennedy erkennt hier überdies auch Gemeinsamkeiten zum Palestrinastil, mit dem der Komponist auch als Dirigent gut vertraut war. Es handelt sich um eine Fantasie im Stil der elisabethanischen Ära.
Williams notierte die Fantasie formal für zwei Streichorchester. Laut der Vorbemerkung besteht das zweite, falls möglich auch räumlich vom ersten getrennte Orchester aus insgesamt neun Instrumenten, nämlich aus dem jeweils dritten Pult von Violine I und II, Viola und Cello sowie dem ersten Kontrabass des zweiten Pults. Zudem sind für jede Instrumentengruppe Soloparts ausnotiert.

## Rezeption
Die Uraufführung der Fantasia wurde bis auf wenige Ausnahmen allgemein gut aufgenommen: Herbert Brewer, der Organist der Kathedrale von Gloucester, beschrieb sie als „ein seltsames, verrücktes Werk eines seltsamen Kerls aus Chelsea“. Der Rezensent der Musical Times sagte: „Es ist ein ernstes Werk, das Kraft und viel Charme der kontemplativen Art ausstrahlt, aber für das Thema erscheint es zu lang.“
Andere Rezensionen waren enthusiastischer. Der Rezensent im Daily Telegraph lobte Vaughan Williams‘ Meisterschaft im Streichereffekt und fügte hinzu, dass das Werk zwar manche wegen seiner „scheinbaren Strenge“ nicht ansprechen mag, es aber „außerordentlich schön für diejenigen sei, die Ohren für die beste Musik aller Zeiten haben“.  Im Manchester Guardian schrieb Samuel Langford: „Die Melodie ist modal und antik im Geschmack, während die Harmonien so exotisch sind wie die von Debussy. … Das Werk zeichnet den Komponisten als jemanden aus, der ganz aus dem Trott des Alltäglichen herausgekommen ist.“
In The Times äußerte sich J.A. Fuller Maitland zu antiken und Debussy-ähnlichen Anklängen und stellte fest: „Dabei ist man sich nie ganz sicher, ob man etwas sehr Altes oder etwas sehr Neues hört. … Aber genau das macht den Hörgenuss dieser Fantasia aus: Es lässt sich keiner Zeit oder Schule zuordnen, ist aber voller Visionen, die die Seher aller Zeiten heimgesucht haben.“
1954 schrieb Frank Howes in seiner Biographie: „Das Werk hat in seiner endgültigen Form die Solidität und Erhabenheit einer Kathedrale, zu der seine Werke durch eine natürliche Verwandtschaft zu gehören scheinen. Es ist in das Repertoire aller großen Orchester der Welt gelangt. Sein intensiver englischer Charakter war kein Hindernis für die internationale Verständigung, was auch immer in dieser Richtung über andere Kompositionen von Vaughan Williams gesagt werden mag.“
Hörer des britischen Klassikradiosenders Classic FM haben das Stück regelmäßig in die Top 5 der „Hall of Fame“ des Senders gewählt, einer jährlichen Umfrage zu den beliebtesten Werken klassischer Musik.

## Sonstiges
- Es existiert eine Fassung für zwei Klaviere von Maurice Jacobsen.[1]
- Das Werk wird mehrfach im Film Master & Commander – Bis ans Ende der Welt verwendet.